# Luis Felipe Ortega
Luis Felipe Ortega (Ciudad de México, 1966) es un artista contemporáneo mexicano. Desde 1993 ha expuesto colectiva e individualmente en espacios nacionales e internacionales. Fue representante del Pabellón de México en la 56 Bienal de Venecia en 2015, junto con Tania Candiani.
Su cuerpo de obra se desarrolla en diversos medios: "Luis Felipe Ortega ha desarrollado un lenguaje visual que se sitúa entre los límites del dibujo, la fotografía, la escultura, la arquitectura y el video". Interesado en la reflexión en torno al arte, también ha ejercido la docencia y la escritura.  

## Trayectoria

### Inicios (década de los noventa)
Ortega inicia su trayectoria en la escritura, en el suplemento La Jornada Semanal del periódico La Jornada y en Dominical del periódico El Nacional de la Ciudad de México publicaría desde abril de 1990 y hasta 1993 reseñas sobre literatura y textos sobre arte. Hasta la fecha, Ortega ha colaborado en diversas publicaciones periódicas.
   

A finales de la década de los ochenta, mientras estudiaba en la Facultad de Filosofía y Letras de la UNAM, se vincula con aquellos que serían futuros artistas como Abraham Cruzvillegas. Ya en los noventa conocería a Daniel Guzmán con quien comenzaría a colaborar. A inicios de dicha década, Ortega fue miembro fundador de Temístocles 44, un espacio independiente que:   
Fue un importante centro donde se originaron obras cuya característica fue despojar al arte de su melancólico significado romántico y de su carácter historicista, y llevarlo a un terreno mucho más familiar para esta generación, el de los cuestionamientos de los significados de lo cotidiano en su entorno social. Además los artistas que participaron en las exposiciones experimentaron con obras no-objetuales, lúdicas, alejándose cada vez más de los materiales tradicionales y de géneros como la pintura y la escultura; incluyeron acciones, obras sonoras y numerosas instalaciones in situ.
Ortega fundó junto con Daniel Guzmán, Gabriel Kuri y Damián Ortega la revista de nombre mutante CASPER, que durante 1997 y 1998  publicaría 13 números impresos en fotocopias y distribuidos en sobres tamaño media carta con una serigrafía de portada. La existencia de la revista da cuenta de las reflexiones y procesos bajo los cuales producían algunos jóvenes artistas de la época. El último número de CASPER fue presentado en la Galería Art & Idea en la Ciudad de México en 1999. La revista llegó a diversas colecciones nacionales e internacionales, ejemplo de ello es el "Fondo Casper" resguardado en el Centro de Documentación Arkheia del Museo Universitario de Arte Contemporáneo. De 1993 a 1994, en el contexto de Temístocles 44, Alegría fue una publicación que se vinculó con CASPER por sus editores y colaboradores. 
"Campo de acción" fue la primera exposición individual de Ortega y tuvo lugar en la galería Art & Idea en 1997.
"Yo, Nosotros" tuvo lugar en el Centro de la Imagen en el año 2000, fue la primera exposición individual de Ortega en un espacio institucional. En palabras de Cuauhtémoc Medina: "Las piezas de Ortega encierran siempre discretas referencias librescas, vinculadas con el espacio melancólico que caracteriza la reflexión contemporánea. El resultado jamás es la afirmación de la cita, sino una modesta poética de la descreencia".

### Algunas obras y exposiciones

#### Remake (1994)
Es en el contexto de Temístocles 44 que Ortega junto con Daniel Guzmán realizan diversos ejercicios en colaboración, destacan los resultados en video, como Remake, en el cual recrearon acciones de Bruce Nauman, Terry Fox y Paul McCarthy sin haber tenido acceso a ellas, a partir de investigación en libros y stills encontrados en publicaciones periódicas. Representativa de la época, Remake fue adquirida por el Centre national d'art et de culture Georges-Pompidou en 2001.

#### Ocupación (2004)
Ocupación fue una pieza para sitio específico en la Sala de Arte Público Siqueiros en 2004. Ocupaba un área de 10 x 10 m de casi 5 m de altura, con hilo de algodón y esferas de caucho, las cuales poco a poco iban cayendo. Sobre estas estrategias escultóricas de Ortega (Ocupación y Before the Horizon, por mencionar algunas), la investigadora del CENIDIAP, Margarita Ramirez, dice: "En estas piezas vuelve a su tema de la línea, ahora trazada con hilos de algodón para formar una urdimbre con rocas o esferas entretejidas, instalaciones que miradas desde lo alto a manera de paisaje dejan al espectador introducirse en el universo de la extensión de un espacio cerrado, cual si fuera totalmente libre y abierto".

#### Así es, ahora es ahora (2010)
La exposición "Así es, ahora es ahora" tuvo lugar en el año 2010 en el Laboratorio Arte Alameda, en ella se mostraron principalmente obras en video de Ortega (Xiriah, Solar, Macapule), Y también se presentó una pieza escultórica La verdad habita en el fondo del túnel, la cual se presentaría también en Culiacán. Se publicó un catálogo de la exposición que va ya en su segunda edición, en él, Michel Blancsubé dice sobre el artista: "Luis Felipe Ortega practica el video a la manera de un pintor, y el arte con filosofía".

#### Horizonte invertido (2010)
En el Museo de la Ciudad de México se encuentra "El Clauselito" que fuera el estudio del artista Joaquín Clausell. Actualmente, algunos artistas contemporáneos han realizado intervenciones o piezas para sitio específico. Horizonte invertido es una pieza de Ortega realizada con grafito sobre los muros del lugar: "explora el uso de grafito y de la proporción clásica del paisaje para conciliar la visión del espacio con el punto de viste del artista, un punto de vista subjetivo. La propuesta se enfoca en la línea del horizonte, un punto que está ahí sólo dependiendo de dónde se encuentra el espectador". Dice Alexis Salas sobre la obra: "es un dibujo hecho con cuerpo entero y presente- así como también viola –es ilusorio, no descriptivo, se niega a hablar, callándose por medio de los trazos que se acumulan uno sobre el anterior".

#### Doble exposición (expandida) (2012)
Ortega intervino las imágenes de un catálogo de los artistas David Fischli y Peter Weiss, a partir de esas imágenes modificadas con pintura acrílica, realizó un libro. La intervención consistió en una retícula que se relacionaba cromáticamente con las imágenes de flores del original, a decir de Oscar Benassini: "En tanto intervención pictórica, la pieza de Ortega plantea una nueva forma de ver el trabajo de los suizos.  A la vez, el acercamiento que supone la atención a la materialidad del ¿libro? –cuya manufactura tomó casi un año– sugiere una reflexión en torno a la acumulación de tiempo". Éste se presentó en el Museo Tamayo el 24 de septiembre del 2013, con la participación de Alexis Salas, Patricia Martín, Daniel Montero y el artista.

#### Altamura (2016)
Altamura es una pieza de video filmada en la isla del mismo nombre ubicada en el estado de Sinaloa, al norte de México. Para el sonido de esta obra, Ortega seleccionó fragmentos de algunas grabaciones o entrevistas de Pier Paolo Pasolini, Truman Capote, William Burroughs, Louis Ferdinand Céline, entre otros. Señala María Paz Amaro en una entrevista al artista: "Las voces que resuenan en Altamura provienen de creadores que has admirado a lo largo de toda tu carrera. A algunos de ellos incluso les has dedicado piezas, o bien, están presentes de una u otra manera en instalaciones, piezas de video, en tus colecciones de notas periodísticas que conforman el proyecto Informe para una academia". En el mismo sitio que publicó esta entrevista, se exhibe por primera vez la obra .

#### A propósito del borde de las cosas (2017)
A propósito del borde de las cosas realizada en el Museo Experimental El Eco es una "intervención escultórica concebida por Luis Felipe Ortega para la totalidad del espacio interior", afirma Fernando Pichardo (al presentar una entrevista con el artista), quien también señala algunas de las referencias que el artista utilizó para su realización: 
Se trata de un ejercicio inspirado en la prosa de Samuel Beckett [...] el artista intervino la arquitectura de Mathias Goeritz con dos esculturas monumentales [...] Asimismo, Ortega introdujo algunos dibujos al carbón [...]. A este emplazamiento escultórico se suman una serie de activaciones [...] [con] recursos sonoros, literarios y corporales, [...]. Ortega generó un ambiente que enfatiza la influencia que ejercen los fenómenos de la naturaleza sobre este espacio, particularmente las variaciones en la luz.

#### A Horizon Falls, A Shadow (2018)
Primera exposición individual de Ortega en Italia, en el Mattatoio de Roma. Con parte de la exhibición "inspirada en la obra de Pier Paolo Pasolini".

## Exposiciones (selección)
- Sob o signo de Saturno ou a permanência de uma ideia improvável, Sala da Cidade, Coimbra, Portugal, 2020
- Tercera Bienal de Coimbra, Anozero'19, Coimbra, Portugal, 2019
- Sumatorio, nuevas incorporaciones a la colección Carrillo Gil, Ciudad de México, 2019
- Arte acción en México, registros y residuos, Ciudad de México, 2019
- A Horizon Falls, A Shadow, Mattatoio, Roma, 2018
- A propósito del borde de las cosas, Museo Experimental El Eco, Ciudad de México, 2017
- Paisaje y geometría (para P.P.P.), Centro de las Artes de San Agustín (CaSa), Oaxaca, 2017
- Larga noche en el presente, Galería Marso, Ciudad de México, 2016
- Representante del Pabellón de México en la 56 Bienal de Venecia, 2015
- IIn Girum Imus Nocte et Consumimur Igni. Museo Jumex. Ciudad de México, 2015
- Punk, sus rastros en el arte contemporáneo, MACBA/Barcelona, Museo Universitario del Chopo, 2016
- Strange Currencies. Art and Action in Mexico City 1990-2000, The Galleries at Moore College of Art and Design, Philadelphia, 2016
- Moving Time: Video Art at 50, 1965-2015, Ely and Edythe Broad Art Museum, Michigan, 2016
- Antes de la resaca. Una fracción de los noventa en la colección del MUAC, Museo Universitario de Arte Contemporáneo, México, 2011
- Así es, ahora es ahora, Laboratorio Arte Alameda, México, 2010
- IP Détorunement. Les rendez-vous du Forum, Series Voir/Revoir:2, Centre national d'art et de culture Georges-Pompidou, Forum-1, París, 2010
- Horizonte Invertido, El Clauselito, Museo de la Ciudad de México, México, 2010
- 4th Bienal de Praga, Salón Karlin, Thamova, 2009
- Solar. Centro Cultural Universitario Tlatelolco, México, 2009
- La era de la discrepancia, MUCA-CU, UNAM, México, 2007 /  MALBA, Buenos Aires, Argentina/Pinacoteca do Estado de Sao Paulo, Brasil, 2008
- Before the Horizon, Maison d’Art Actuel des Chartreux, Bélgica, 2006
- Esquiador en el fondo de un pozo. Colección Jumex. Ciudad de México, 2006
- After the Act, MUMOK Museum Moderner Kunst, Viena, Austria, 2005
- Ocupación, Sala de Arte Público Siqueiros, Ciudad de México, 2004
- Something Happens, Nothing, International Studio and Curatorial Program, Nueva York, 2002
- Bienal de Gwangju, Gwangju, Corea del Sur, 2002
- Bienal de Tirana, Albania, 2001
- Economía de mercado. Galería kurimanzutto (Mercado de Medellín), México, 1999